# Baluartebrug
De Baluartebrug (Spaans: El Puente Baluarte Bicentenario) is een tuibrug in Mexico. De brug heeft een lengte van 1.124 m met een overspanning van 520 m. Met een maximale hoogte van 402,6 m is de Baluartebrug een van de hoogste bruggen van de wereld, na onder meer de Chinese Duge- en Sidubrug en de hoogste tuibrug ter wereld.
De brug bevindt zich in het westen van Mexico en verbindt de stad Concordia in het oosten van de staat Sinaloa met het dorp Pueblo Nuevo in het westen van de staat Durango.
De brug is een onderdeel van de "Carretera Interoceánica", de Mexicaanse Federale Snelweg 40 die de stad Mazatlán aan de Golf van Californië verbindt met de grensstad Matamoros (Tamaulipas) aan de Golf van Mexico. De constructie werd aangevat op 21 februari 2008. De brug werd ingehuldigd door president Felipe Calderón op 5 januari 2012.